# Banxing
Banxing, também conhecido como BX-1, foi um satélite artificial chinês soltado a mão desde uma cápsula tripulada Shenzhou durante a missão Shenzhou 7 no dia 25 de setembro de 2008 a partir Centro de Lançamento de Satélite de Jiuquan.

## Características
O Banxing foi soltado durante a missão orbital Shenzhou 7 por um dos astronautas da cápsula. O satélite foi usado para tirar fotos da missão tripulada. Uma vez terminada a missão e os astronautas terem regressados a terra, o Benxing foi usado para testar o voo em formação com o módulo orbital da cápsula Shenzhou deixado para trás, como parte da missão.
Poucas horas depois de seu lançamento, o Banxing passou excepcionalmente perto da Estação Espacial Internacional, levantando especulações sobre uma possível finalidade como experiência militar.